# Markus Zimmermann
Markus Zimmermann (Berchtesgaden, 4 september 1964) is een Duits voormalig bobsleeremmer. Zimmerman behaalde zijn eerste successen als remmer van Rudi Lochner samen wonnen ze olympisch zilver in de tweemansbob en de wereldtitel in de tweemansbob. Na het stoppen van Lochner in 1994 stapte Zimmermann over naar de bob van Christoph Langen. Samen wonnen ze drie wereldtitels zowel in de tweemansbob als in de viermansbob. Tijdens de Olympische Winterspelen 1998 won Zimmerman de gouden medaille in de viermansbob en de bronzen medaille in de tweemansbob. Vier jaar later in Salt Lake City won Zommermann de olympische gouden medaille in de tweemansbob.

## Resultaten
- Wereldkampioenschappen bobsleeën 1991 in Altenberg  in de tweemansbob
- Olympische Winterspelen 1992 in Albertville  in de tweemansbob
- Olympische Winterspelen 1994 in Lillehammer 4e in de tweemansbob
- Wereldkampioenschappen bobsleeën 1996 in Calgary  in de tweemansbob
- Wereldkampioenschappen bobsleeën 1996 in Calgary  in de viermansbob
- Olympische Winterspelen 1998 in Nagano  in de tweemansbob
- Olympische Winterspelen 1998 in Nagano  in de viermansbob
- Wereldkampioenschappen bobsleeën 1999 in Cortina d'Ampezzo  in de tweemansbob
- Wereldkampioenschappen bobsleeën 2000 in Altenberg  in de tweemansbob
- Wereldkampioenschappen bobsleeën 2000 in Altenberg  in de viermansbob
- Wereldkampioenschappen bobsleeën 2001 in Sankt Moritz  in de viermansbob
- Olympische Winterspelen 2002 in Salt Lake City  in de tweemansbob
- Olympische Winterspelen 2002 in Salt Lake City uitgevallen in de viermansbob
- Wereldkampioenschappen bobsleeën 2004 in Königssee  in de tweemansbob

1932: Hubert Stevens / Curtis Stevens ·
1936: Ivan Brown / Alan Washbond ·
1948: Felix Endrich / Friedrich Waller ·
1952: Andreas Ostler / Lorenz Nieberl ·
1956: Lamberto Dalla Costa / Giacomo Conti ·
1964: Anthony Nash / Robin Dixon ·
1968: Eugenio Monti / Luciano De Paolis ·
1972: Wolfgang Zimmerer / Peter Utzschneider ·
1976: Meinhard Nehmer / Bernhard Germeshausen ·
1980: Erich Schärer / Josef Benz ·
1984: Wolfgang Hoppe / Dietmar Schauerhammer ·
1988: Jānis Ķipurs / Vladimir Kozlov ·
1992: Gustav Weder / Donat Acklin ·
1994: Gustav Weder / Donat Acklin ·
1998: Günther Huber / Antonio Tartaglia en Pierre Lueders / David MacEachern ·
2002: Christoph Langen / Markus Zimmermann ·
2006: André Lange / Kevin Kuske ·
2010: André Lange / Kevin Kuske ·
2014: Beat Hefti / Alex Baumann ·
2018: Francesco Friedrich / Thorsten Margis en Justin Kripps / Alexander Kopacz ·
2022: Francesco Friedrich / Thorsten Margis
1924: Scherrer / Neveu / A.Schläppi / H.Schläppi ·
1928: Fiske / Tucker / Mason / Gray / Parke ·
1932: Fiske / Eagan / Gray / O'Brien ·
1936: Musy / Gartmann / Bouvier / Beerli ·
1948: Tyler / Martin / Rimkus / D'Amico ·
1952: Ostler / Kuhn / Nieberl / Kemser ·
1956: Kapus / Diener / Alt / Angst ·
1964: V.Emery / Kirby / Anakin / J.Emery ·
1968: Monti / De Paolis / Zandonella / Armano ·
1972: Wicki / Leutenegger / Camichel / Hubacher ·
1976: Nehmer / Babock / Germeshausen / Lehmann ·
1980: Nehmer / Musiol / Germeshausen / Gerhardt ·
1984: Hoppe / Wetzig / Schauerhammer / Kirchner ·
1988: Fasser / Meier / Fässler / Stocker ·
1992: Appelt / Schroll / Winkler / Haidacher ·
1994: Czudaj / Brannasch / Hampel / Szelig ·
1998: Langen / Zimmermann / Jakobs / Hampel ·
2002: Lange / Kühn / Kuske / Embach ·
2006: Lange / Hoppe / Kuske / Putze ·
2010: Holcomb / Mesler / Tomasevicz / Olsen ·
2014: Melbārdis / Dreiškens / Vilkaste / Strenga  ·
2018: Friedrich / Bauer / Grothkopp / Margis   ·
2022: Friedrich / Margis / Bauer / Schüller
- Gemeinsame Normdatei: 1201823986
- International Standard Name Identifier: 0000 0004 5909 2800
- Virtual International Authority File: 4566157704210144440002